# کورک
کورَک (به انگلیسی: Boil) نوعی جوش بزرگ بر روی پوست بدن است که در اثر عفونت فولیکول‌های مو پدید می‌آید.
در مواردی که باکتری استافیلوکوک فولیکول مو را در سطح عمقی‌تری دچار عفونت کند، باعث ایجاد کورک می‌شود که اگر این عفونت‌ها بیشتر و بزرگ‌تر باشد کفگیرک گفته می‌شود.

## درمان
موارد شدید نیاز به آنتی‌بیوتیکهای سیستمیک مانند سفالکسین و تخلیه عفونت دارند. موارد خفیف به درمان موضعی مانند پماد و صابون آنتی باکتریال پاسخ میدهند.
در گذشته و در طب ایران باستان برای درمان کورک از پماد سیاه که همان روغن سیاه یا اکتیول، که برای درمان دمل چرکی هم به کار می‌رود، استفاده می‌شد.
جوش‌های برجسته که به صورت برآمدگی‌های کوچک صورتی رنگ در پوست پدیدار می‌شوند، به عنوان کورک شناخته می‌شوند.